# Strängsereds socken
Strängsereds socken i Västergötland ingick i Redvägs härad, ingår sedan 1974 i Ulricehamns kommun och motsvarar från 2016 Strängsereds distrikt.
Socknens areal är 62,04 kvadratkilometer varav 60,61 land. År 2000 fanns här 210 invånare.  Kyrkbyn Strängsered med sockenkyrkan Strängsereds kyrka ligger i socknen. 

## Administrativ historik
Socknen har medeltida ursprung. Strängsereds församling införlivades 1548 i Gullereds församling för att i denna vara ett kapellag till 29 juli 1887, då församlingen utbröts igen.
Vid kommunreformen 1862 bildades Strängsereds landskommun för att ta över de borgerliga frågorna från socknen. De kyrkliga frågorna hanterades från 29 juli 1887 i Strängsereds församling, innan dess av Gullereds församling. Landskommunen uppgick 1952 i Redvägs landskommun som 1974 uppgick i Ulricehamns kommun. Församlingen uppgick 2006 i Hössna församling.
1 januari 2016 inrättades distriktet Strängsered, med samma omfattning som församlingen hade 1999/2000.  
Socknen har tillhört län, fögderier, tingslag och domsagor enligt vad som beskrivs i artikeln Redvägs härad. De indelta soldaterna tillhörde Älvsborgs regemente, Redvägs kompani.

## Geografi
Strängsereds socken ligger väster om Jönköping med Strängseredssjön i norr och med en del av Komosse i söder. Socknen är en mossrik skogsbygd med höjder som når 345 meter över havet.
Riksväg 40 genomkorsar socknen..

## Fornlämningar
Från järnåldern finns ett gravfält med stensättningar.

## Namnet
Namnet skrevs 1335 Strägxrydh och kommer från kyrkbyn. Efterleden är ryd, 'röjning'. Förleden kan vara ett mansnamn eller ett äldre namn på Strängsredssjön.